# Joint Operations: Typhoon Rising
Joint Operations: Typhoon Rising ist ein Multiplayer-Ego-Shooter, der von NovaLogic entwickelt und 2004 von Electronic Arts veröffentlicht wurde. Noch im selben Jahr erschien die Erweiterung Escalation, die neues Equipment hinzufügte.

## Handlung
Rebellen fordern in Indonesien im Jahr 2010 die Unabhängigkeit. Daraufhin entsendet die UNO eine Eingrifftruppe namens Joint Ops, die für Ordnung sorgen soll. Sie besteht aus Spezialeinheiten aus den USA, Frankreich, Deutschland, Russland, Großbritannien, Australien und der indonesischen Armee.

## Spielprinzip
Simuliert werden Gefechte mit über hundert Spielern gleichzeitig. Das Spiel lässt sich im Training-Modus, im LAN-Modus und online in der NovaWorld spielen.

### Equipment
Es kommen zeitgenössische Handfeuerwaffen zum Einsatz. Als Fahrzeuge stehen Hubschrauber, Geländewagen, gepanzerte Transporter sowie Schlauchboote und Kanonenboote zur Verfügung.
Das Add-on Escalation hat die Fahrzeugpalette um ein Motorrad, je einen Kampfhelikopter sowie je einen schweren Panzer erweitert. Außerdem sind einige neue Waffen hinzugekommen, vor allem solche, mit denen man sich gegen die Panzer wehren kann. Dazu kamen unterschiedliche Munitionstypen für Handfeuerwaffen. Als große Neuerungen wurden auch Schutzwesten und Fallschirme hinzugefügt, somit ist nun auch ein Absprung aus großer Höhe möglich.

### Klassen
Jeder Spieler übernimmt eine bestimmte Klasse, die auf bestimmte Aufgaben spezialisiert ist. Alle Klassen können je eine Primär- und Sekundärwaffe sowie Granaten und eine Spezialwaffe gleichzeitig tragen. Dabei gelten Schutzweste und Fallschirm auch als Spezialwaffe.
Mit zunehmendem Gewicht werden die Spieler aber langsamer.
An bestimmten Punkten können Bewaffnung oder auch die Klasse gewechselt werden.
- Rifleman: Standard-Soldat – kann von allem etwas. Die einzige Klasse, die Granatwerfer unter seinem Gewehr montieren kann.
- Engineer: Wichtige Einheit, die für die Abwehr von Fahrzeugen aller Art und gegen Helikopter eingesetzt werden kann. Außerdem kann er mit Mörser bestimmte Ziele unter Feuer nehmen.
- Medic: Ist verantwortlich für das Überleben der Teamkameraden, er kann sie heilen und wiederbeleben, ist aber gegen gepanzerte Fahrzeuge fast wehrlos.
- Gunner: Kann als einziger Maschinengewehre tragen.
- Sniper: Kann mit seinem Scharfschützengewehr Feinde auf große Entfernung töten, ist im Nahkampf aber meist unterlegen.

### Spielmodi

#### Einzelspieler
Der Einzelspielermodus (Training) soll vorwiegend zum Kennenlernen der Waffen und Fahrzeuge dienen. Jeweils eine kurze Mission stellt sie vor. Eine weitere Möglichkeit, um offline zu spielen, ist, ein LAN-Spiel im Koop-Modus zu eröffnen (Serve & Play).

#### Mehrspieler
Joint Operations – Typhoon Rising ist jedoch vor allem als Online-Spiel konzipiert, welches im LAN oder über das Internet gespielt wird. Auf den Karten spielen immer die Rebellen gegen die Joint Ops.
- AAS (Advance and Secure): Auf der Karte sind neben den Startbasen bestimmte Punkte gekennzeichnet, die eingenommen und gehalten werden müssen. Gewonnen hat das Team, das entweder alle Punkte einnimmt, oder die Mehrzahl der Punkte am Ende eines Zeitlimits hält.
Im Gegensatz zu Battlefield 1942 wird dabei nicht um alle Punkte gleichzeitig gekämpft, so dass sich die Spieler auf einige Wenige konzentrieren müssen. Dadurch ist ein taktisches Vorgehen wichtig, Einzelaktionen haben kaum Erfolg.
- TKOTH (Team King of the Hill): Beide Teams versuchen, eine Zone zu erreichen und zu halten. Gewonnen hat das Team, das zuerst eine bestimmte Zeit ununterbrochen in der Zone präsent war. Durch das Einnehmen von Spawnpunkten können taktische Vorteile entstehen.
Das Spielgeschehen findet um und in der zu haltenden Zone seinen Höhepunkt, auch hier ist taktisches Vorgehen von Vorteil.
- A&D (Attack & Defend): Ein Team hat die Aufgabe bestimmte Objekte auf der Karte zu zerstören, das andere Team soll sie daran hindern. Gelingt es den Angreifern die Ziele innerhalb eines Zeitlimits zu zerstören, haben sie gewonnen – wenn nicht, gewinnen die Verteidiger.
- TDM (Team Deathmatch): Ziel ist es, beim Ablauf eines Zeitlimits möglichst viele Spieler des gegnerischen Teams zu töten.
Einfacher Modus ohne größeren Tiefgang.
- CTF (Capture The Flag): Die Teams besitzen je eine oder mehrere Flaggen, die sie verteidigen müssen. Wer eine Flagge des gegnerischen Teams bis in die eigene Basis bringen kann, punktet für sein Team. Gewonnen hat das Team mit den meisten Punkten.
- FB (Flagball): Ein Modus ähnlich dem CTF-Modus, jedoch gibt es nur eine Flagge auf der Karte, die dann von beiden Teams gleichzeitig erobert werden muss.
- COOP (Cooperative): Dieser Modus ist eine Art A&D. Es spielen menschliche Spieler zusammen in einem Team gegen computergesteuerte Bots.

Es wurde das Anti-Cheat-Tool PunkBuster benutzt.

## Rezeption
Joint Operations sei ein packender Multiplayer-Shooter mit bis zu 160 Spielern. Die Gefechte hätten einen leichten taktischen Anspruch. Eine Hintergrundgeschichte fehle. Das Spiel sei auf Teamplay ausgelegt, wirklich zur Anwendung komme es jedoch praktisch kaum auf öffentlichen Servern. Es sei eine weitaus bessere Alternative als das mit technischen Problemen geplagte Söldner – Secret Wars. Die Spielerzahlen wirken im Vergleich mit Battlefield Vietnam (64 Spieler) imposant. Die Kommunikation und Koordination zwischen den Mitspielern fehle größtenteils. Zudem seien die Dschungel-Levels wenig abwechslungsreich. Das UI sei komfortabel, die Spielphysik funktional wenn auch wenig realistisch.